# Centro Médico Shaare Zedek
El Centro Médico Shaare Zedek (en hebreo: מרכז רפואי שערי צדק) (Merkaz Refui Shaare Zedek) es un importante hospital en Jerusalén, Israel. El hospital fue construido en 1902. Shaare Zedek fue el primer gran hospital que se ubicó en la parte occidental de Jerusalén y es hoy el hospital de mayor crecimiento de la ciudad y una instalación médica importante en el centro de la ciudad. Shaare Zedek significa "las puertas de la justicia".

## Introducción
El hospital trata a más de 500.000 pacientes por año en más de 30 departamentos de pacientes hospitalizados y en más de 70 unidades de pacientes ambulatorios y mantiene un servicio académico muy activo como una institución líder de investigación y enseñanza.  
Shaare Zedek es un hospital privado y no recibe ninguna financiación por parte del gobierno israelí. El centro depende de la generosidad de los donantes para financiarse y poder llevar a cabo tareas de investigación, mejorar su equipamiento vital, mantener continuamente y expandir sus instalaciones. El centro actúa como una institución sin ánimo de lucro y depende del apoyo de los donantes para obtener capital, mientras se compromete a ofrecer una atención médica avanzada a los habitantes del área de Jerusalén.

## Historia
Después de que los turcos otomanos dieron permiso en la década de 1890 y con fondos de donantes europeos, el hospital fue construido cerca de la carretera de Jaffa y fuera de los límites de la Ciudad Vieja de Jerusalén. La inauguración del centro tuvo lugar el 27 de enero de 1902. El Dr. Moshe Wallach fue el director del centro entre 1902 y 1947. La enfermera Selma Meyer vivía en el hospital. 
En 1979 fue construido el campus principal del hospital, dicho campus consiste en diez edificios que están conectados con la estructura central, la estructura es un edificio de diez pisos, en dicho edificio se encuentran los departamentos de internación. Los tres pisos inferiores están ubicados bajo tierra para permitir que el hospital siga funcionando, incluso durante una guerra o bajo la amenaza de un ataque con misiles. El edificio en Bayit Vegan fue inaugurado en 1980.
En 2010 fue inaugurado el Departamento de Medicina de Emergencia, el Complejo Operativo Quirúrgico Wohl. La farmacia del hospital y las zonas donde están los suministros médicos, están ubicadas en esta planta subterránea. Las otras áreas del hospital pueden ser evacuadas a esta planta segura cuando sea necesario.
En 2013 Shaare Zedek asumió el control operacional sobre el Hospital Bikur Cholim y unió muchas de sus actividades.

## Instalaciones
El Centro Médico Shaare Zedek está ubicado en dos campus principales. El campus principal se encuentra en un terreno de 11,5 acres (47 000 m²) entre los barrios de Bayit VeGan en el sur y de Ramat Beit HaKerem en el norte, al este del Monte Herzl en el suroeste de Jerusalén. El campus del centro, anteriormente conocido como Hospital Bikur Cholim, se encuentra en el corazón de la zona comercial del centro de Jerusalén.
El hospital cuenta con 1000 camas y trata a más de 500 000 pacientes al año en sus instalaciones de internamiento y de atención ambulatoria. Cuando han tenido lugar ataques terroristas en Jerusalén, Shaare Zedek ha tratado a las víctimas de los atentados. La unidad de traumatología del hospital está ubicada en el Departamento de Medicina de Emergencia Weinstock, en la planta Fanya Gottesfeld Heller, el centro se ha convertido en un modelo para la medicina de emergencia y el manejo de incidentes con un gran número de víctimas. 
Shaare Zedek es bien conocido por sus amplias instalaciones de descontaminación, capaces de responder a los ataques terroristas. El hospital actúa como la instalación de emergencia para la zona de Jerusalén y es capaz de atender a los pacientes afectados por ataques con armas químicas. Las instalaciones de descontaminación de Shaare Zedek sirvieron como inspiración para una instalación parecida en Nueva York, el Presbyterian Lower Manhattan Hospital.